# Seyid Yusifli
Seyid Yusifli è un comune dell'Azerbaigian situato nel distretto di Bərdə. Conta una popolazione di 302 abitanti.